# Engdahls
Engdahls är ett svenskt dansband från Malmö bildat 2014. Bandet bildades av de tidigare medlemmarna Lars-Göran Petersson och Fredrik Engdahl från Voize tillsammans med Pekka Tanskanen och Staffan Ekström.

## Historia

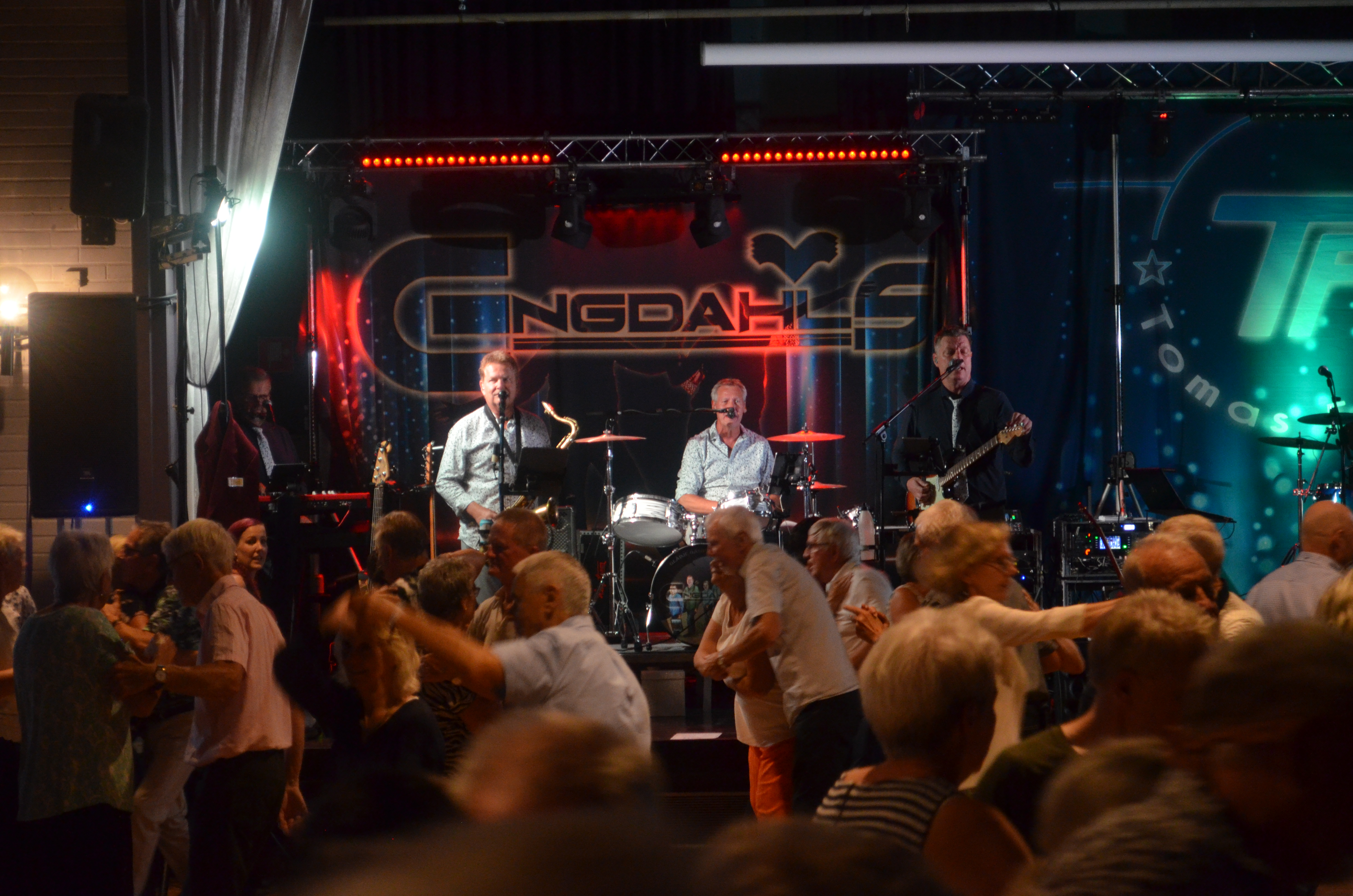
Engdahls uppträder på Dansdbandsveckan

2017 lämnade Pekka bandet och ersattes 2018 av Patrik Andersson. 2018 släpptes deras debutalbum Lång lång väg. 2019 blev bandet nominerade till "Dansbandspriset". Under 2019 gjorde bandet cirka 140 spelningar. 2020 lämnade Patrik bandet för att ersättas av Ronny Palm.

## Diskografi

### Album
- 2018 - Lång lång väg
- 2021 - Tid att gå vidare